# Huyện Gazipur
Huyện Gazipur (tiếng Bengal: গাজীপুর জেলা) là một huyện của phân khu Dhaka, Bangladesh. Nó có diện tích 1741,53 km².